# Otto Recknagel

Otto Recknagel

Otto Recknagel (* 30. April 1897 in Steinbach-Hallenberg; † 23. Januar 1983 in Krefeld) war ein Kaufmann und als deutscher Politiker Landrat und Kreisleiter des Landkreises Schmalkalden sowie Mitglied des Reichstages für die NSDAP.

## Leben und Wirken
Der Sohn des Kaufmannes August Wilhelm Recknagel absolvierte nach dem Schulbesuch eine kaufmännische Lehre. Von August 1914 bis zum Kriegsende 1918 nahm er als Kriegsfreiwilliger am Ersten Weltkrieg teil, in dem er den Rang eines Unteroffiziers erreichte und mit dem Eisernen Kreuz Erster Klasse ausgezeichnet wurde. Nach seiner Rückkehr aus dem Krieg arbeitete Recknagel als Kaufmann im Geschäft seines Vaters in Steinbach-Hallenberg. 1925 machte er sich selbstständig und spezialisierte sich auf die Fabrikation und den Export von Kleineisen und Stahlwaren sowie von Sportartikeln.
Recknagel gehörte von 1922 bis 1924 dem Jungdeutschen Orden an. Im Frühjahr 1924 gründete er in Steinbach-Hallenberg die Ortsgruppe des Völkischen Blocks beziehungsweise der Nationalsozialistischen Freiheitspartei (NSFP), beides Ersatzorganisationen der seinerzeit verbotenen NSDAP. Nach der Aufhebung des Verbots trat er der NSDAP zum 6. April 1925 bei (Mitgliedsnummer 1.517). Von 1925 bis 1928 gehörte er der SA an, in der er den Rang eines Sturmführers erreichte. Von 1927 bis 1932 war er NSDAP-Bezirksleiter für Steinbach-Hallenberg; 1929 wurde er in den Gemeinderat von Steinbach-Hallenberg gewählt. Von 1932 bis 1942 amtierte er als der dortige Kreisleiter. Er hatte im August 1942 nach wiederholten Konflikten um seine Kirchenmitgliedschaft um die Entlassung aus dem Amt des Kreisleiters gebeten, der auch entsprochen wurde.
Von 1932 bis 1933 saß Recknagel als Abgeordneter im Preußischen Landtag. Bei den Wahlen im März 1933 zog er für die NSDAP in den Kommunallandtag Kassel und Provinziallandtag der Provinz Hessen-Nassau ein. Anschließend gehörte er von November 1933 bis zum Frühjahr 1945 dem nationalsozialistischen Reichstag als Abgeordneter für den Wahlkreis 12 (Thüringen) an.
Recknagel, der wegen seiner Körperfülle auch „Doppelotto“ genannt wurde, amtierte auch von 1937 bis 1945 als Landrat des Landkreises Herrschaft Schmalkalden.
In der Endphase des Zweiten Weltkrieges führte Recknagel in Schmalkalden den Volkssturm bis Februar 1945. Er setzte sich Anfang April 1945 in die Wälder am Rennsteig ab, wurde jedoch am 13. April 1945 verhaftet und verblieb bis Juli 1948 in amerikanischer Internierung. Nach einem Spruchkammerverfahren im Internierungslager Ludwigsburg wurde er am 7. Juli 1948 als Belasteter entnazifiziert und aus der Internierung entlassen, die Internierungshaft wurde auf das Urteil angerechnet. In einem Berufungsverfahren wurde das Urteil im Juni 1950 bestätigt. Aufgrund einer Gnadenentscheidung des Ministerpräsidenten Kurt Georg Kiesinger vom Mai 1962 wurde er zum Dezember 1963 als Mitläufer klassifiziert. In Thüringen wurde er bereits im Oktober 1947 in Abwesenheit als Hauptkriegsverbrecher eingestuft und im Juli 1950 durch das Landgericht Meiningen zu 15 Jahren Zuchthaus verurteilt. Nach seiner Entlassung aus dem Internierungslager Ludwigsburg lebte er zunächst bei einem Bekannten in Traisa und ab 1957 bei einem seiner Söhne in Krefeld, wo er in den Adressbüchern als Maschinenschlosser geführt wurde.